# 리비 (베트남)

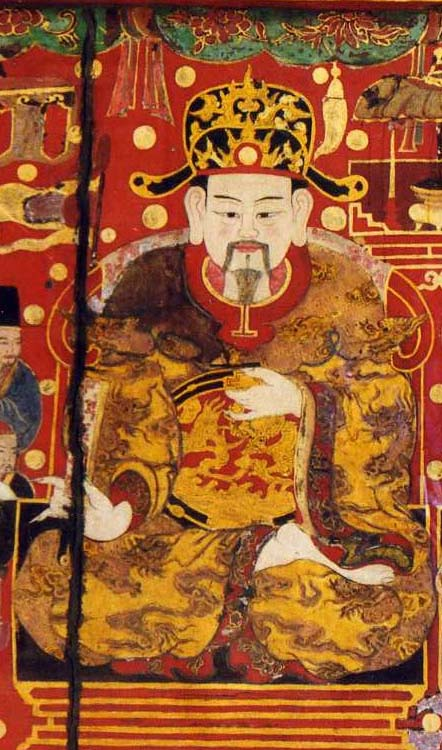

리남제(리남데 / 베트남어: Lý Nam Đế / 李南帝, 503년 ~ 548년) 휘는 리본(Lý Bôn / 李賁) 혹은 리비(Lý Bí)은 베트남 반쑤언 전리조의 제1대 황제(재위: 544년 ~ 548년)이다. 544년에 양나라의 지배에서 독립하여 리티엔바오, 리펏뜨 등과 함께 나라를 세웠다. 546년에 양나라의 진패선에게 대패하고 달아났다가 548년에 사망하니 리티엔바오가 뒤를 이었다.